# Höldersberg
Höldersberg (mundartlich: Höldərschbearg) ist ein Gemeindeteil der Gemeinde Fischen im Allgäu im bayerisch-schwäbischen Landkreis Oberallgäu.

## Geographie
Der Weiler liegt circa 1,5 Kilometer nördlich des Hauptorts Fischen. Südlich der Siedlung fließt die Weiler Ach.

## Ortsname
Der Ortsname stammt vom Personennamen Heltrīch und bedeutet (Siedlung an/auf dem) Berg des Heltrīch. Die Personennamen Altirīch und Hold(w)in könnten auch in Betracht gezogen werden.

## Geschichte
Höldersberg wurde erstmals urkundlich im Jahr 1444 erwähnt als ein Kempter Bürger Zins aus dem Gut uff dem Heldensperg in Vischiner Pfarr bezog.

## Baudenkmäler
- Ensemble Gut Höldersberg: Die drei Einfirsthöfe stehen in enger Bebauung und verschieden orientiert hoch über dem Illertal, an der Ostkante eines Bergrückens. Die beiden unmittelbar an der Hangkante gebauten Höfe sind verschindelte Blockbauten und stammen im Kern aus dem 18. Jahrhundert; Haus Nr. 2 ist ein Neubau. Aktennummer: E-7-80-121-1.

Siehe auch: Liste der Baudenkmäler in Höldersberg